# Ambierle
Ambierle település Franciaországban, Loire megyében. Lakosainak száma 1877 fő (2022. január 1.). Ambierle Changy, Saint-Bonnet-des-Quarts, Saint-Forgeux-Lespinasse, Saint-Germain-Lespinasse, Saint-Haon-le-Vieux és Saint-Rirand községekkel határos.

## Népesség
A település népességének változása:
| Lakosok száma | 1455 | 1592 | 1763 | 1811 | 1837 | 1896 | 1915 | 1903 | 1898 | 1877 |
|               | 1968 | 1982 | 1990 | 2006 | 2013 | 2015 | 2017 | 2019 | 2020 | 2022 |